# Ministério da Reforma do Estado e da Administração Pública
O Ministério da Reforma do Estado (MRF) é o departamento do Governo de Portugal responsável a coordenar as políticas de reforma da Administração Pública, com vista à sua modernização e desburocratização. Atualmente o cargo é ocupado por Gonçalo Matias.
Anteriormente chamado Ministério da Reforma do Estado e da Administração Pública, foi um departamento do XIV Governo Constitucional de Portugal. O único titular da pasta foi Alberto Martins. Este ministério foi extinto em 2002, passando as suas responsabilidades na altura para o Ministério das Finanças.